# Ніщо не триває вічно
Ніщо не триває вічно — гостросюжетний роман американського письменника Родеріка Торпа, написаний у 1979 році. Він є продовженням іншого роману Торпа «Детектив» 1966 року. Роман найбільш відомий завдяки екранізації у 1988 році під зміненою назвою «Міцний горішок», з Брюсом Віллісом у головній ролі. У 2012 році до 24-ї річниці фільму книгу було перевидано у паперовому та електронному форматах.

## Сюжет
Відставний детектив поліції Нью-Йорка Джо Ліланд відвідує 40-поверхову офісну штаб-квартиру Klaxon Oil Corporation у Лос-Анджелесі напередодні Різдва, де працює його дочка Стефані Ліланд Дженнаро. Поки він чекає закінчення різдвяної вечірки своєї доньки, група німецьких терористів захоплює хмарочос. За сюжетом книги Ліланду належить завадити планам терористів та врятувати дочку.

## Персонажі
- Джозеф Ліланд — старий детектив поліції Нью-Йорка на пенсії, який прямує до Лос-Анджелеса, щоб відвідати свою доньку на різдвяній вечірці, організованій її босом. Попри те, що він на пенсії, він все ще носить із собою свій пістолет Browning Hi-Power. У літаку Ліланд починає стосунки зі стюардесою, на ім'я Кеті, з якою розмовляє телефоном протягом усього роману.
- Стефані Дженнаро — єдина донька Джозефа Ліланда та керівниця нафтової компанії Klaxon. Вона запросила свого батька на вечірку, але незабаром стає заручницею терористів.
- Антон «Маленький Тоні Рудий» Грубер — безжальний лідер терористів, які захопили штаб-квартиру Klaxon Oil, і один з небагатьох, хто говорить англійською.
- Ел Пауелл — 22-річний сержант поліції Лос-Анджелеса, якого відправляють у будівлю Klaxon Oil, щоб перевірити екстрений виклик, зроблений Ліландом.
- Дуейн Робінсон — заступник начальника поліції, якого відправляють взяти на себе відповідальність за ситуацію.
- Карл — права рука Антона. На початку роману Ліланд вбиває його молодшого брата Ганса, і протягом решти роману Карл не хоче нічого окрім помсти.
- Містер Ріверс — президент Klaxon Oil. Він організовує різдвяну вечірку та поїздку для Ліланда.
- Гаррі Елліс — заступник керівника у Klaxon Oil, який спить зі Стефані Ліланд Дженнаро.

## Екранізація
У 1975 році письменник Родерік Торп побачив фільм «Пекло в піднебессі», який розповідає про пожежу в хмарочосі. Після перегляду фільму Торп заснув і йому наснився чоловік, якого у хмарочосі переслідують люди зі зброєю. Він прокинувся, а пізніше взяв цю ідею та перетворив на детектив «Ніщо не вічне».
Окрім того, що фільм назвали «Міцний горішок», сюжет також зазнав значних змін. Відтак старший герой роману став молодшим на 25 років, його ім'я змінилося з Джо Ліленд на Джон МакКлейн. Особа, яку він відвідував у хмарочосі, змінилася з дочки на дружину, а американська Klaxon Oil Corporation перетворилася на японську Nakatomi Corporation. Терористи у фільмі насправді є професійними злодіями, які шукають 640 мільйонів доларів в облігаціях, що зберігаються в сховищі будівлі, і видають себе за терористів лише для того, щоб відвернути увагу від пограбування. У фільмі більшість із них німці, решта — представники різних національностей.
Однак окрім змінених сцен, деякі події, персонажі та діалоги взяті безпосередньо з книги. Наприклад:
- Ліланд/МакКлейн повзає по повітроводах
- Ліланд/Макклейн скидає бомбу C-4 у шахту ліфта
- Ліланд/Макклейн стрибає з даху, що вибухає, з пожежним шлангом, прикріпленим до пояса, а потім стріляє у вікно, щоб потрапити назад до будівлі
- Ліланд/Макклейн в кульмінаційний момент використовує приклеєний до спини пістолет